# Paul Lerebours-Pigeonnière
Pour les articles homonymes, voir Lerebours.
Ne doit pas être confondu avec Jacques-Anne Lerebours de La Pigeonnière.
Paul Lerebours-Pigeonnière est un professeur français de droit, spécialiste de droit international privé, actif à partir de 1928.

## Biographie
Il a été professeur à la Faculté de droit de Rennes (1937). Il a publié un Précis de droit international privé qui a longtemps fait autorité. Il fut par la suite nommé conseiller à la Cour de cassation.

## Publications
- Du prête-nom mandataire ou gérant d'affaires agissant en nom propre (1898)
- Précis de droit international privé (45 éditions de 1928 à 1959)
- Droit international privé (4 éditions de 1959 à 1970)